# 厄比斯费尔德-韦弗林根
厄比斯费尔德-韦弗林根（德語：Oebisfelde-Weferlingen，發音：[øːbɪsˈfɛldə ˈveːfɐlɪŋən]）是德国萨克森-安哈尔特州伯尔德县的城市，面积249.3平方千米，2023年12月31日人口为13,479人。该市镇于2010年1月1日由市镇伯斯多夫、德伦、艾肯多夫、埃申罗德、埃廷根、赫丁根、赫尔辛根、卡滕多夫、厄比斯费尔德、雷茨林根、施瓦讷费尔德、塞格德、锡施泰特、瓦尔贝克和韦弗林根合并而成。